# Alfred Vernay
Pour les articles homonymes, voir Vernay.
Alfred Vernay est un homme politique français né le 27 juin 1877 à Chazelles-sur-Lyon (Loire) et décédé le 22 janvier 1950 à Saint-Étienne (Loire).
Journaliste, il est conseiller municipal à Saint-Étienne en 1919 puis adjoint au maire en 1922 et maire en 1932. Il est conseiller général en 1928 et député de la Loire de 1928 à 1936, siégeant sur les bancs radicaux.

## Sources
- « Alfred Vernay », dans le Dictionnaire des parlementaires français (1889-1940), sous la direction de Jean Jolly, PUF, 1960 [détail de l’édition]
- Assemblée Nationale, « Alfred Vernay (1877-1950) », sur www2.assemblee-nationale.fr (consulté le 25 août 2023)
- Patrimoine et Histoire de Chazelles sur Lyon, « Alfred Vernay », sur patrimoineethistoiredechazellessurlyon.fr (consulté le 25 août 2023)